# Micrathena crassispina
Micrathena crassispina là một loài nhện trong họ Araneidae.
Loài này thuộc chi Micrathena. Micrathena crassispina được Carl Ludwig Koch miêu tả năm 1836.